# Little Bay, New South Wales
Little Bay este o suburbie în Sydney, Australia.